# Symphurus kyaropterygium
Symphurus kyaropterygium es una especie de pez de la familia Cynoglossidae en el orden de los Pleuronectiformes.

## Distribución geográfica
Se encuentran al suroeste de la  Atlántico (Brasil).